# デルタ航空723便着陸失敗事故
デルタ航空723便着陸失敗事故（でるたこうくう723びんついらくじこ、英語: Delta Air Lines Flight 723）は、1973年7月31日にアメリカ合衆国で発生した航空事故である。ジェネラル・エドワード・ローレンス・ローガン国際空港でダグラスDC-9が着陸に失敗し、乗員乗客89人全員が死亡した。

## 概要

### 事故機
- 使用機材：DC-9-31[6]
  - エンジン：プラット・アンド・ホイットニー JT8D[6]
  - 機体記号：N975NE[7][6]
  - シリアルナンバー：47075[6]
  - 製造年月：1967年9月[6]
  - 総飛行時間：約14,639時間[6]

事故当時の総重量は87,800ポンドと推定されていた。

### 乗務員
- 機長：49歳。事故当時14,840時間の飛行経験を有していた。機長としての経験は17年。DC-9での飛行時間は1,457時間[8]。
- 副操縦士：31歳。事故当時6,994時間の飛行経験を有していた。DC-9での飛行時間は、217時間[8]。

ジャンプシートには、DC-9の飛行資格訓練中だったオブサーバーパイロット（52歳）が座っていた。

## 事故までの経緯
723便はバーリントン国際空港発ジェネラル・エドワード・ローレンス・ローガン国際空港行きの定期旅客便であった。この日はキャンセルされた別の便の代わりに、マンチェスター・ボストン地域空港に寄港していた。墜落までの間、機長が管制との通信を、副操縦士が操縦を担当した。
10時55分、降下マニュアルの読み上げが開始され、10時56分にボストン進入管制（AR-1）により、3000フィートまでへの降下が許可された。
10時57分、機首方位220°への旋回が要請され、723便はこれに従った。その後オブサーバーにより進入チェックリストの読み上げが行われ、管制によって4回の進路変更がされながらも、723便はジェネラル・エドワード・ローレンス・ローガン国際空港の滑走路4RへのILS方式での進入を進めていた。
11時4分、機体は機首方位80°への旋回を指示され、これに従った。
フライトデータレコーダーの情報によれば、機体は11時5分に降下を開始し、以降墜落に至るまで降下は続けられた。11時6分には、副操縦士によって着陸前チェックリストの読み上げが行われ、またちょうどこの時にアウターマーカーの通過が記録されている。
衝突22秒前、管制官より最大滑走路視距離が6000フィートであることと、濃霧のため進入が困難である旨が機長に連絡された。これが723便と管制との最後の交信となった。コックピットボイスレコーダーによれば、衝突の11秒前には航空機が進入ルートから外れたことを認識した機長が「Let's get back on course.」と発言し、副操縦士が「I just gotta get this back.」と応えたのが記録されている。
11時8分、機長が何かを発言したあと、オブサーバーが叫び声を上げた。その直後、機体は滑走路4Rの中心線より、167フィート（50m）右側、滑走路端より3,000フィート（900m）の地点に位置する防潮堤に衝突。爆発炎上した。機体は完全に粉砕したうえに、火災で全焼した。事故現場より3,500フィート地点にいた空港職員が爆発を目撃し、救助に向かった。
乗員乗客の多くはその場で即死した。機体後部に座っていた2人が救出されたが、1人は事故後数時間で死亡した。もう1人は一命を取り留め治療されたが、その後容態が悪化し、事故から133日後の同年12月11日に死亡した。このため最終的に乗員乗客89名全員が死亡することとなった。なお、国家運輸安全委員会（NTSB）では事故7日以内を事故による死亡と定義しているため、それ以降の死者はカウントされないことになっている。

## 事故調査
乗員は両名とも適切な資格を持ち、訓練も受けていて適格であった。また、乗務の前に十分な休息を取っているとされた。航空機は規則と要件を守った運用がされており、重心も規定範囲内であった。また、機内での火災や機体の欠陥に関する証拠は見当たらず、高度計の表示は墜落時の標高と一致しており、機材トラブルは事故原因には関係しないと考えられた。そのため、調査の焦点は航空管制と進入時における乗員の運用にあてられることになった。

### 不適切な航空管制
723便が高度3,000フィートで進入を行っていた時、進入管制の管制官は同高度で発生しようとしていたニアミスへの対処にあたっていた。またそのうちの一機との通信障害が生じたことも、723便への監視が緩んだ要因に繋がった。そのため、723便への進入許可が遅れてしまい、723便のクルーがアウターマーカーの位置を認識して降下をすることと、それに伴った減速が遅れることになった。事故機のアウターマーカー接近時の対気速度は206ktであり、これはデルタ航空の手順で推奨される最高速度を46kt、総重量（87,800lb）から計算される最低速度を63kt上回っていた。アウターマーカー通過後の対気速度は計算上よりも123kt上回っていた。また事故機のアウターマーカー通過時の高度は200フィート上回っていた。
このことは、グライドスロープの捕捉と維持が困難になったことと、クルーに対して通常よりも過大な降下率での降下及び迅速な行動が要求されることに繋がった。事故機がグライドスロープを辿るために必要な降下速度は毎分1,300フィート以上と見積もられた。ただし、これ自体は許容範囲内であった。

### 不安定な進入
高速で行われたアプローチに繋がるもう1つの要因として、フライト・ディレクターのモードに関するものがある。通常このような場合でのモード選択はVOR / LOCモードが選ばれるが、事故機の場合先述した通り、グライドスロープを捕捉できていなかった。そのため、捕捉できている場合に表示されるコマンドバーなどの情報も表示されなかったと考えられる。
このような状況に陥った場合には、APPモードを選択する必要があったが、残骸を調査したところ、機体のフライト・ディレクターはG/Aモード（ゴーアラウンドモード）に設定されていた。また飛行情報によれば、機体はグライドスロープから左に逸脱した飛行を続けていた。このため、調査委員会は副操縦士がフライト・ディレクターの表示に混乱しており、またゴー・アラウンドについて言及した様子がないことから、誤ってG/Aモードを選択した可能性があるとした。
副操縦士がモード選択をミスした要因として、フライト・ディレクターのスイッチの構造の違いが考えられる。クルーは以前はノースイースト航空で勤務しており、デルタ航空による吸収合併に伴って、デルタ航空で勤務することになった。ノースイースト航空機のスイッチは時計回りに回転することでAPPモードを適用できたが、デルタ航空機では同じ位置にG/Aモードが配置されていた。副操縦士は習慣でスイッチを回し、G/Aモードを適用したと考えられる。
CVRによれば、乗務員は異常に気づいており、これを修正しようとしていたことが読み取れる。11時7分5秒、機長は副操縦士に対して、"Get on it."と発言した。その21秒後には、"This [unintelligible] command bar shows "と発言し、機長が"Yeah, that doesn't show much."と返答した。11時07分40秒段階では、機長が"You better go to raw data, I don't trust that thing."と発言した。FDRでは、上記の機長の発言から衝突まで進路変更を試みた痕跡があり、最後にはグライドスロープの右側に向かって針路を取ったことが記録されている。

### 天候への注意と不十分な高度の監視
衝突の22秒前、機長は最大滑走路視距離が6,000フィートであることと、濃霧であるという、報告を行っていた。この時視界は更に悪化しており、報告時の滑走路視距離は1,600フィートまで急速に低下していた。目撃者の証言によれば、この日の天候は秒ごとに変化しており、事故当時の視界はゼロに等しかったと証言している。しかし機長はこのことを知らず、報告された天候を信じ、400フィートで滑走路を視認できると信じていた。そのため、天候の極端な悪化に気がつかなかった。
またこの管制官とのやり取りは丁度決心高度を通過したタイミングであった。着陸前のチェックリストでは、航空機を操縦していないパイロットは進入を監視し、航空機が決定高度に近づくと、高度を読み上げることが義務付けられている。しかし、事故機では上記のようなやり取りに最中だったため、そのようなコールアウトがされた形跡はなかった。
この点についてNTSBは、副操縦士の行動と合わせて、針路の修正や天候よりも高度の監視に注意を払うべきであったと批判している。

## 事故原因
事故原因は以下のように推定された。
国家運輸安全委員会は、事故の推定原因は、急速に変化する気象条件の中で実施された殺菌されていない精密進入において、乗務員が高度をモニターせず、航空機が進入決定高度を通過したことを認識できなかったことであると判断した。進入が滅菌されていなかったのは、航空機が過大な対気速度でグライドスロープ上空の外側マーカーを通過したことがまず原因であり、その後、乗務員がフライト・ディレクタから提示された疑わしい情報に気を取られていたことがさらに悪化させた。進入のポジショニングが悪かったのは、標準的でない航空交通管制サービスのせいでもある。
（The National Transportation Safety Board determines that the probable cause of the accident was the failure of the flight crew to monitor altitude and to recognize passage of the aircraft through the approach decision height during an unsterilized precision approach conducted in rapidly changing meteorological conditions. The unsterilized nature of the approach was due initially to the aircraft's passing the outer marker above the glide slope at an excessive airspeed and thereafter compounded by the flight crew’s preoccupation with the questionable information presented by the flight director system. The poor positioning of the flight for the approach was in part the result of nonstandard air traffic control services.）